# Primera División Uruguaya 1982
Il campionato era formato da quattordici squadre e il Peñarol vinse il titolo.

## Classifica finale
| Pos. | Squadra              | G  | V  | N  | P  | GF | GS | Punti |
| ---- | -------------------- | -- | -- | -- | -- | -- | -- | ----- |
| 1    | Peñarol              | 26 | 15 | 9  | 2  | 47 | 22 | 39    |
| 2    | Nacional             | 26 | 14 | 6  | 6  | 44 | 24 | 34    |
| 3    | Defensor             | 26 | 13 | 8  | 5  | 49 | 35 | 34    |
| 4    | Bella Vista          | 26 | 9  | 11 | 6  | 35 | 26 | 29    |
| 5    | Montevideo Wanderers | 26 | 8  | 12 | 6  | 31 | 30 | 28    |
| 6    | Sud América          | 26 | 9  | 9  | 8  | 29 | 29 | 27    |
| 7    | Danubio              | 26 | 7  | 12 | 7  | 31 | 29 | 26    |
| 8    | Progreso             | 26 | 9  | 6  | 11 | 27 | 29 | 24    |
| 9    | Rampla Juniors       | 26 | 8  | 8  | 10 | 35 | 43 | 24    |
| 10   | Cerro                | 26 | 6  | 10 | 10 | 25 | 31 | 22    |
| 11   | Liverpool            | 26 | 7  | 8  | 11 | 16 | 24 | 22    |
| 12   | Miramar Misiones     | 26 | 6  | 8  | 12 | 29 | 40 | 20    |
| 13   | River Plate          | 26 | 6  | 7  | 13 | 35 | 52 | 19    |
| 14   | Huracán Buceo        | 26 | 5  | 6  | 15 | 21 | 40 | 16    |

G = Partite giocate; V = Vittorie; N = Nulle/Pareggi; P = Perse; GF = Goal fatti; GS = Goal subiti; 

## Classifica marcatori
| Gol |  |  | Giocatore       | Squadra |
| --- |  |  | --------------- | ------- |
| 17  |  |  | Fernando Morena | Peñarol |